# Керлуан
Керлуан (фр. Kerlouan) је насеље и општина у Француској у региону Бретања, у департману Финистер.
По подацима из 2011. године у општини је живело 2257 становника, а густина насељености је износила 126,8 становника/km².

## Демографија
| 1962. | 1968. | 1975. | 1982. | 1990. | 2011. |
| ----- | ----- | ----- | ----- | ----- | ----- |
| 2.717 | 2.693 | 2.656 | 2.572 | 2.406 | 2.257 |